# Let a Boy Cry
"Let a Boy Cry" is een nummer geschreven en opgenomen door de Italiaanse zangeres Gala Rizzatto, gevestigd in Brooklyn, New-York. Het nummer werd in februari 1997 uitgebracht als de tweede single van haar debuutalbum album, Come into My Life. De single werd een grote hit in Europa, Zuid-Amerika, Rusland en het Midden-Oosten. De single werd platina in Frankrijk en de Benelux.
Het nummer werd geschreven en gecomponeerd door Gala Rizzatto en geproduceerd door Filippo Andrea Carmeni en Maurizio Molella.

## Achtergrond
De single werd een hit in een aantal landen. In Italië, Spanje en Frankrijk werd de nummer 1-positie behaald. In het Verenigd Koninkrijk bereikte de single de 11e positie in de UK Singles Chart, de 17e in Ierland, de 23e in Zwitserland en de 3e positie in de Eurochart Hot 100.
In Nederland werd de single veel gedraaid op de landelijke radiozenders en werd een hit. De single bereikte de 9e positie in de Nederlandse Top 40 en Dancesmash op destijds Radio 538 en de 11e positie in de publieke hitlijst; toentertijd de Mega Top 100 op Radio 3FM.
In België bereikte de single de nummer 1-positie in zowel de Vlaamse Ultratop 50 als de Vlaamse Radio 2 Top 30 en de Waalse Ultratop 50.

## Tracklijst
cd-single
1. "Let a Boy Cry" (edit mix) — 3:20
2. "Let a Boy Cry" (full vocals mix) — 5:06

cd-maxi single
1. "Let a Boy Cry" (edit mix) — 3:20
2. "Let a Boy Cry" (full vocals mix) — 5:06
3. "Let a Boy Cry" (the glittering mix) — 7:16

12" vinyl maxi single
1. "Let a Boy Cry" (full vocals mix) — 5:06
2. "Let a Boy Cry" (edit mix) — 3:20
3. "Let a Boy Cry" (the glittering mix) — 7:16